# Acid magic
Acidul magic (FSO3H·SbF5) este un superacid, fiind format dintr-un amestec echimolar 1:1 de acid fluorosulfonic  (HSO3F) și pentrafluorură de stibiu (SbF5). Acest amestec a fost dezvoltat în anii 1960 de către George Olah de la Case Western Reserve University, și a fost utilizat pentru stabilizarea carbocationilor și a ionilor carboniu hipercoordinați în medii lichide. În mod similar cu ceilalți superacizi, acidul magic este utilizat pentru a cataliza hidrocarburi saturate și s-a demonstrat că are capacitatea de a protona baze foarte slabe, precum metanul, xenonul, halogenii și hidrogenul molecular.